# Johan August van Palts-Lützelstein
Johan August van Palts-Lützelstein (Lemberg, 26 november 1575 - aldaar, 18 september 1611) was van 1592 tot 1598 medevorst van Palts-Veldenz en van 1598 tot aan zijn dood vorst van Palts-Lützelstein. Hij behoorde tot het huis Palts-Veldenz.

## Levensloop
Johan August was de tweede zoon van vorst George Johan I van Palts-Veldenz en Anna Wasa, dochter van koning Gustaaf I van Zweden.
Na de dood van zijn vader in 1592 erfde Johan August samen met zijn broers George Gustaaf, Lodewijk Filips en George Johan II het vorstendom Palts-Veldenz. In 1598 besloten de vier broers Palts-Veldenz onderling te verdelen, waarbij Johan August het vroegere graafschap Lützelstein kreeg. Net als zijn vader resideerde hij in de burcht van Lützelstein.
In 1599 huwde hij met de bijna dertig jaar oudere Anna Elisabeth van de Palts (1549-1609), dochter van keurvorst Frederik III van de Palts. Het huwelijk bleef kinderloos.
Na het overlijden van Johan August in 1611 ging het vorstendom Palts-Lützelstein naar zijn broer Johan George II. Hij werd bijgezet in de crypte van de kerk van Lützelstein.